# ژلون
ژلون رودی است که به رود پریپیات می‌ریزد. این رود از کشورهای بلاروس و اوکراین می‌گذرد و طول آن ۱۱۳ کیلومتر (۷۰ مایل) است.